# Форум Нервы
Форум Нервы (лат. Forum Nervae) — четвертый из пяти императорских форумов Рима, также назывался Forum Transitorium. Строительство этого форума было начато при императоре Веспасиане или Домициане, однако закончено лишь в 98 году при Нерве, поэтому форум назван в его честь.
Форум располагался между Форумом Августа и Храмом Мира (форумом Веспасиана), отсюда второе название Forum Transitorium: 
«проходной форум» . Форум (120 на 45 метров) также соединял Аргилет (улица или жилой район Древнего Рима) и Римский Форум.
На форуме Нервы находился небольшой храм, посвященный Минерве, который был разрушен в 1606 году по приказу папы Павла V для строительства фонтана Аква Паола и капеллы Борджиа в Санта Мария Маджоре), а также колонного зала. До наших дней сохранились лишь 2 гранитные колонны (так называемые Colonacce — Огромные колонны), часть стены и рельеф с изображением Минервы. Большая часть этого форума также погребена под улицей Виа деи Фори Империали.